# Life as We Know It (album)
| Recensione              | Giudizio |
| ----------------------- | -------- |
| AllMusic                | [ 2 ]    |
| Dizionario del Pop-Rock | [ 3 ]    |

Life as We Know It è un album discografico della rock band statunitense REO Speedwagon, pubblicato dalla casa discografica Epic Records nel febbraio del 1987.
L'album raggiunse la ventottesima posizione della Chart statunitense Billboard 200, mentre i brani contenuti nell'album e pubblicati come singoli: That Ain't Love, In My Dreams e Variety Tonight, si piazzarono rispettivamente al sedicesimo, diciannovesimo e sessantesimo posto della classifica Billboard Hot 100.

## Tracce
Lato A
1. New Way to Love – 4:07 (Kevin Cronin)
2. That Ain't Love – 4:00 (Kevin Cronin)
3. In My Dreams – 4:31 (Kevin Cronin, Tom Kelly)
4. One Too Many Girlfriends – 3:54 (Kevin Cronin)
5. Variety Tonight – 4:22 (Neal Doughty)

Lato B
1. Screams and Whispers – 3:27 (Gary Richrath, Tom Kelly, Billy Steinberg)
2. Can't Get You Out of My Heart – 3:33 (Kevin Cronin, Tom Kelly, Billy Steinberg)
3. Over the Edge – 3:57 (Gary Richrath, Tom Kelly, Billy Steinberg)
4. Accidents Can Happen – 4:18 (Bruce Hall, Jeffrey B. Hall)
5. Tired of Gettin' Nowhere – 4:10 (Kevin Cronin)

## Musicisti
New Way to Love
- Kevin Cronin - voce solista, accompagnamento vocale-coro, chitarra ritmica (parte sinistra)
- Gary Richrath - chitarra solista, chitarra ritmica (parte destra)
- Neal Doughty - pianoforte
- Bruce Hall - basso
- Alan Gratzer - batteria
- Lon Price - sassofono tenore, arrangiamento strumenti a fiato
- Greg Smith - sassofono baritono, sassofono basso

That Ain't Love
- Kevin Cronin - voce solista, chitarra acustica
- Gary Richrath - chitarra solista
- Neal Doughty - sintetizzatore
- Bruce Hall - basso
- Alan Gratzer - batteria
- The Honkettes - accompagnamento vocale-cori
- Tom Kelly - accompagnamento vocale-coro
- Bob Carlisle - accompagnamento vocale-coro

In My Dreams
- Kevin Cronin - voce solista, chitarra acustica, accompagnamento vocale-coro
- Gary Richrath - chitarre elettriche
- Neal Doughty - sintetizzatori
- Bruce Hall - basso
- Alan Gratzer - batteria
- Steve Forman - percussioni
- Tom Kelly - accompagnamento vocale-coro
- Bob Carlisle - accompagnamento vocale-coro

One Too Many Girlfriends
- Kevin Cronin - voce solista, chitarra ritmica (parte sinistra)
- Gary Richrath - chitarra solista, chitarra ritmica (parte destra)
- Neal Doughty - sintetizzatore, organo
- Bruce Hall - basso
- Alan Gratzer - batteria
- Tom Kelly - accompagnamento vocale-coro
- Bob Carlisle - accompagnamento vocale-coro

Variety Tonight
- Neal Doughty - sintetizzatori
- Kevin Cronin - voce solista, chitarra ritmica (parte sinistra)
- Gary Richrath - chitarra solista, chitarra ritmica (parte destra)
- Bruce Hall - basso
- Alan Gratzer - batteria
- Maxine Waters - accompagnamento vocale-coro
- Julia Waters - accompagnamento vocale-coro
- Terry Wood - accompagnamento vocale-coro

Screams and Whispers
- Gary Richrath - chitarra solista
- Kevin Cronin - voce, chitarre acustiche
- Neal Doughty - sintetizzatori, tastiere (emulator sax)
- Bruce Hall - basso
- Alan Gratzer - batteria

Can't Get You Out of My Heart
- Kevin Cronin - voce solista, chitarre acustiche, accompagnamento vocale-coro
- Gary Richrath - voce solista
- Neal Doughty - sintetizzatori
- Bruce Hall - basso
- Alan Gratzer - batteria
- Bob Carlisle - accompagnamento vocale-coro

Over the Edge
- Gary Richrath - chitarra solista, chitarra ritmica (parte destra)
- Kevin Cronin - voce, chitarra ritmica (parte sinistra)
- Neal Doughty - sintetizzatori, organo
- Bruce Hall - basso
- Alan Gratzer - batteria

Accidents Can Happen
- Bruce Hall - voce solista, basso
- Kevin Cronin - chitarra ritmica (parte sinistra), accompagnamento vocale-coro
- Gary Richrath - chitarra solista, chitarra ritmica (parte destra)
- Neal Doughty - sintetizzatori
- Alan Gratzer - batteria

Tired of Gettin' Nowhere
- Kevin Cronin - voce solista, chitarra ritmica (parte sinistra)
- Gary Richrath - chitarra solista, chitarra ritmica (parte destra)
- Neal Doughty - sintetizzatori, organo
- Bruce Hall - basso
- Alan Gratzer - batteria
- Steve Forman - percussioni
- Maxine Waters - accompagnamento vocale-coro
- Julia Waters - accompagnamento vocale-coro
- Terry Wood - accompagnamento vocale-coro
- Lon Price - sassofono soprano, sassofono tenore, arrangiamento strumenti a fiato (World War III Horns)
- Greg Smith - sassofono baritono (World War III Horns)
- Nick Lane - trombone (World War III Horns)
- Lee Thornburg - tromba (World War III Horns)
- Rick Braun - tromba (World War III Horns)
- Paris Cronin - sassofono alto (World War III Horns)

Note aggiuntive
- Kevin Cronin, Gary Richrath, Alan Gratzer e David DeVore - produttori
- Registrazioni (e mixaggio) effettuati tra l'aprile ed il dicembre del 1986 al Rumbo Recorders di Los Angeles, California (Stati Uniti)
- David DeVore - ingegnere delle registrazioni
- Julian Stoll - assistente ingegnere delle registrazioni
- John Baruck - management
- Donald Ryan - artwork copertina album
- Dave Snow - coordinatore artwork copertina album
- Aaron Rapoport - fotografia retrocopertina album
- REO Speedwagon - concetto copertina[8]

## Classifica
Album
| Anno | Classifica    | Posizione raggiunta |
| ---- | ------------- | ------------------- |
| 1987 | Billboard 200 | 28                  |

Singoli
| Anno | Titolo del brano | Classifica        | Posizione raggiunta |
| ---- | ---------------- | ----------------- | ------------------- |
| 1987 | That Ain't Love  | Billboard Hot 100 | 16                  |
| 1987 | Variety Tonight  | Billboard Hot 100 | 60                  |
| 1987 | In My Dreams     | Billboard Hot 100 | 19                  |